# 岐阜県立羽島高等学校

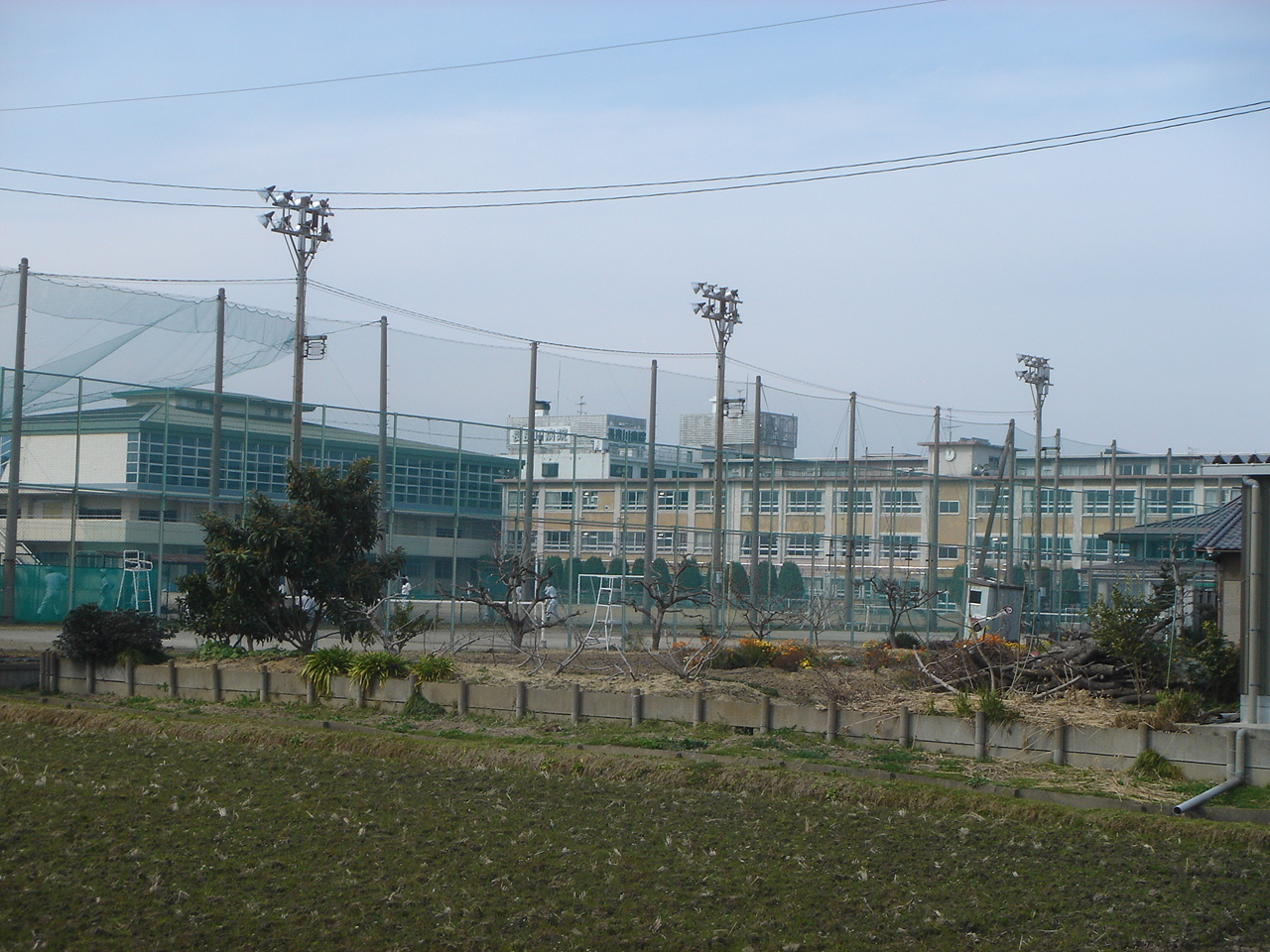
（撮影：2007年（平成19年））

岐阜県立羽島高等学校（ぎふけんりつ はしまこうとうがっこう）は、岐阜県羽島市竹鼻町梅ヶ枝町200-2にある公立高等学校。

## 学校概要
- 創立 - 1921年（大正10年）
- 学科 - 全日制普通科

## 沿革
- 1921年（大正10年） - 羽島郡実科高等女学校として設置認可される。
- 1922年（大正11年） - 岐阜県羽島高等女学校と改称する。
- 1948年（昭和23年） - 男女共学となり、岐阜県立羽島高等学校と改称する。
- 1952年（昭和27年） - 定時制課程昼間二部制が設置される。
- 1954年（昭和29年） - 羽島郡柳津町に柳津分校が開校。
- 1981年（昭和56年） - 柳津分校が閉校される。
- 1999年（平成11年） - 定時制課程が閉じる。
- 2002年（平成14年） - 新体育館完成。
- 2012年（平成24年）-  90周年記念式典を実施。

## 部活動

### 運動系部活動
- 陸上部
- 剣道部
- バスケットボール部
- 硬式野球部
- ソフトテニス部
- バレーボール部
- バドミントン部
- サッカー部
- 柔道部
- 弓道部
- 卓球部

### 文化系部活動
- 科学部
- 放送部
- 書道部
- 美術部
- 吹奏楽部
- Sクラブ

## 進路状況
卒業生の大半が進学している。進学先は、地元の私立四年制大学と専門学校が半々で、私立短期大学へも1割ほど進学している。

## 交通アクセス
- 名鉄竹鼻線 羽島市役所前駅下車。